# Dimitri Dutendas
Dimitri Dutendas, né le 25 mai 2000, est un tireur sportif français.

## Carrière
Il est médaillé d'or en tir à la carabine à 300 mètres 3 positions par équipes aux Championnats du monde de tir 2022 au Caire.